# Jackpot: Mata i guanya!
Jackpot: Mata i guanya! és una pel·lícula de comèdia d'acció estatunidenca del 2024 dirigida per Paul Feig i escrita per Rob Yescombe. La pel·lícula és protagonitzada per Awkwafina, John Cena i Simu Liu. S'ha subtitulat al català.

## Premissa
La Katie, una actriu en dificultats, guanya la grossa a Califòrnia el 2030. La llei permet que qualsevol persona amb un bitllet perdut pugui assassinar-la abans de la posta del sol i reclamar legalment els seus guanys. En Noel, un agent amateur de protecció de la grossa, l'ajuda a mantenir-se viva fins a la posta de sol a canvi d'una part dels seus guanys.

## Repartiment
- Awkwafina com a Katie
- John Cena com a Noel
- Ayden Mayeri com a Shadi
- Donald Elise Watkins com a DJ Donald
- Sam Asghari com l'agent sènior Ash
- Colson Baker com a ell mateix

## Producció
El març de 2023, es va anunciar que Amazon Studios desenvoluparia una pel·lícula de comèdia d'acció titulada Grand Death Lotto. Paul Feig va ser contractat per a dirigir-la, mentre que el guió va anar a càrrec de Rob Yescombe i va ser produïda per Joe Roth, Jeff Kirschenbaum, el mateix Feig i Laura Fischer. John Cena, Zack Roth i Yescombe van ser-ne els productors executius. Cena, Awkwafina i Simu Liu van ser elegits per als papers principals. Ayden Mayeri, Seann William Scott, Dolly de Leon i Donald Elise Watkins es van unir al repartiment a finals de mes. El rodatge principal va començar el març de 2023 als Shadowbox Studios d'Atlanta.

## Estrena
Jackpot: Mata i guanya! es va estrenar a càrrec d'Amazon MGM Studios a través de Prime Video el 15 d'agost de 2024.